# Fernsehturm Baku
Der Fernsehturm Baku ist ein 1996 fertiggestellter, 310 Meter hoher Fernsehturm in der aserbaidschanischen Hauptstadt Baku. Er hat in einer Höhe von 175 Meter eine Aussichtsplattform und ein Drehrestaurant, welches 2008 eröffnet wurde. Der Turm gilt als Wahrzeichen und wichtigste Landmarke der Stadt und ist oft Motiv verschiedener Establishing Shots.
Die Pläne zum Bau des Fernsehturms gehen auf die 1970er Jahre zurück und wurden vom Ministerrat der UdSSR auf Vorschlag des Kommunikationsministerium genehmigt. Mit dem Bau wurde 1979 begonnen und hätte 1985 beendet sein sollen. Erst mit der Rückkehr von Heydər Əliyev wurden die Arbeiten 1993 wieder aufgenommen und schließlich 1996 abgeschlossen. Seit 2004 wird der Turm in der Nacht beleuchtet und hat abhängig von verschiedenen Anlässen ein eigenes Beleuchtungsschema.
Eine am 6. Oktober 1997 ausgegebene Briefmarke des Landes mit dem Nennwert von 250 Manat zeigt das Porträt von Hussein Jumshud oglu Rasulbeyov, den früheren Kommunikationsminister von Aserbaidschan. Im Hintergrund ist der Fernsehturm Azeri zu erkennen.